# Pepita Ferrer Martínez
Pepita Ferrer Martínez (Barcelona, 18 de març de 1931 - Barcelona, 21 de juny de 2013) fou una dirigent veïnal catalana. De petita va viure a l'Eixample i, més tard, a Sant Vicenç dels Horts. L'experiència de la guerra civil espanyola la va marcar profundament, ja que va viure de prop els bombardeigs de la ciutat, en un dels quals va perdre el seu avi. Un cop acabada la guerra, el seu pare fou internat dos anys en un camp de concentració a Montjuïc i posteriorment va ser víctima de diferents represàlies. Això, juntament amb la repressió franquista vers la cultura catalana, van decantar el seu compromís social i polític.
Durant els anys cinquanta es va afiliar al PSUC juntament amb el seu marit i va intervenir activament en la lluita política clandestina. Al començament de la dècada dels setanta, es va incorporar al moviment veïnal a través de les associacions del carrer de Viladrosa i de Porta. Va destacar en la campanya reivindicativa dels semàfors del passeig de Verdum, arran de la qual va ser nomenada presidenta de l'Associació de Veïns de Porta, càrrec que va ocupar fins a 2003.
Des del seu càrrec va impulsar la construcció de les escoles Sóller (actualment Palma) i Splai, la construcció dels habitatges de Renfe Meridiana (carrer Manuel Sanchis i Guarner), l'obertura i urbanització de la plaça Sóller, en un solar destinat inicialment a la construcció de pisos, i la consecució dels terrenys per al Casal de Gent Gran Casa Nostra.
A principi dels anys setanta va assolir un cert ressò mediàtic quan va denunciar a títol individual als mitjans de comunicació de l'època el cas de la mort d'uns nens a causa d'una substància tòxica emprada per una fàbrica de petards. Per aquest motiu va rebre un guardó de Ràdio Nacional d'Espanya. El 2007 va rebre la Medalla d'Honor de Barcelona.